# فرودگاه نیروی هوایی سلطنتی اترستون
فرودگاه نیروی هوایی سلطنتی اترستون (به انگلیسی: RAF Atherstone) یک فرودگاه نظامی است که یک باند فرود بتن دارد و طول باند آن Unknown متر است. این فرودگاه در کشور انگلستان قرار دارد و در ارتفاع ۵۸ متری از سطح دریا واقع شده است.